# Ézsaiás Budai
Ézsaiás Budai (Pér, 7 mai 1760 - Debrecen, 14 juillet 1841) est un théologien protestant hongrois.

## Biographie
Budai vient d'une noble famille magyare et son oncle Budai Ferenc (1760-1802) est aussi théologien et l'auteur d'un lexique scientifique-historique publié par son neveu après sa mort. Ézsaiás Budai étudie à l'université réformée, ancienne université de Debrecen. De 1792 à 1794, il va aux cours universitaires avec Christian Gottlob Heyne, Christoph Meiners, August Ludwig von Schlözer et Ludwig Timotheus Spittler. Après un voyage aux Pays-Bas et en Angleterre, il est professeur de philosophie à l'université de Göttingen avant se consacrer aux études religieuses.

## Œuvres
- Commentatio de causis culturae tardius ad aquilonares quam ad australes Europae regiones propagatae (Göttingen 1794)
- God. Hasse Liber de causis stili latini (Debrecen 1799)
- Közönséges historia (Debrecen 1800)
- Régi tudós világ historiája (Debrecen 1802)
- Deák nyelv kezdete példákban (Debrecen 1804)
- Ratio institutiones (Debrecen 1807)
- Magyaroszág historiájav (Debrecen 1807)
- Régi római v. deák irók élete (Debrecen 1814)
- Propaedeumata Theologiae Christ (Debrecen 1817)
- Christ. Cellarii latinitatis probatae et exercitae liber memorialis. Cum interpretatione hung. etc (Debrecen 1831)

## Sources
- Eintrag in Constantin von Wurzbach : Biographisches Lexikon des Kaiserthums Oesterreich, volume 2, p. 192s., Vienne, 1857